# Kanton Mézières-sur-Issoire
Der Kanton Mézières-sur-Issoire war bis 2015 ein französischer Wahlkreis im Arrondissement Bellac, im Département Haute-Vienne und in der Region Limousin; sein Hauptort war Mézières-sur-Issoire. Vertreter im Generalrat des Departements war zuletzt von 2001 bis 2015 (zuletzt wiedergewählt 2008) Jean-Claude Bonnet (parteilos).
Der neun Gemeinden umfassende Kanton Mézières-sur-Issoire war 260,05 km² groß und hatte 3598 Einwohner (Stand: 2012).

## Gemeinden
| Gemeinde               | Einwohner Jahr | Fläche km² | Bevölkerungsdichte | Code INSEE | Postleitzahl |
| ---------------------- | -------------- | ---------- | ------------------ | ---------- | ------------ |
| Bussière-Boffy         | 330 (2013)     | 27,44      | 12 Einw./km²       | 87026      | 87330        |
| Bussière-Poitevine     | 890 (2013)     | 41,71      | 21 Einw./km²       | 87028      | 87330        |
| Gajoubert              | 171 (2013)     | 14,11      | 12 Einw./km²       | 87069      | 87330        |
| Mézières-sur-Issoire   | 803 (2013)     | 44,16      | 18 Einw./km²       | 87097      | 87330        |
| Montrol-Sénard         | 255 (2013)     | 27,17      | 9 Einw./km²        | 87100      | 87330        |
| Mortemart              | 114 (2013)     | 3,6        | 32 Einw./km²       | 87101      | 87330        |
| Nouic                  | 510 (2013)     | 35,95      | 14 Einw./km²       | 87108      | 87330        |
| Saint-Barbant          | 368 (2013)     | 42,47      | 9 Einw./km²        | 87136      | 87330        |
| Saint-Martial-sur-Isop | 135 (2013)     | 23,44      | 6 Einw./km²        | 87163      | 87330        |